# مقاطعة رايت (مينيسوتا)
مقاطعة رايت (بالإنجليزية: Wright County)‏ هي إحدى مقاطعات ولاية مينيسوتا في الولايات المتحدة الأمريكية.